# ジン・フィズ
ジン・フィズ (Gin Fizz) は、ジンベースのカクテルの一種である。

## 由来
ジン・フィズは、1888年、ニューオーリンズの「インペリアル・キャビネット・サロン」のオーナーであるヘンリー・ラモスが初めて作ったとされている。1888年にレモン・スカッシュにジンを加えたカクテルをラモスは「ジン・フィズ」の名称で販売した。
「フィズ (fizz)」とは、ソーダ水の泡のはじける「シューッ」という音を表す擬音語である。
スピリッツやリキュールに甘味（砂糖）、酸味（レモンなど）を加えてシェークし、ソーダ水で割った飲物を「フィズ」と言い、ウイスキー・フィズ、ブランデー・フィズ、カカオ・フィズ、バイオレット・フィズなどがある。
同時期（19世紀半ば）にイギリスで創作されたトム・コリンズはジン・フィズと同じ材料を使い（分量は異なる）、作り方も同じ。使用するグラスがジン・フィズがタンブラーであるのに対し、トム・コリンズはコリンズグラスを用いる。このため、「兄弟カクテル」と呼ばれることもある。1982年のカクテル書によると、コリンズはステアで作りシェーカーを使わない、ジン・フィズは通常シェークで作るとある。

## 標準的なレシピ
- ドライ・ジン - 45 ml
- レモン・ジュース - 15-20 ml
- 砂糖 - 2ティースプーン
- ソーダ水 - 適量

## 作り方
- シェイカーにソーダ水以外の材料と氷を入れ、シェイクする。
- 上記を氷を入れたタンブラー（容量240ml程度、または、300ml程度）に注ぎ、ソーダ水を加え、ステアする。

## 備考
- 1ティースプーンほどのミルクを加え、味をまろやかにする場合もある。
- レモン・スライスを添えてもよい。

## ジンベースのフィズ
ジンをベースとした、フィズというスタイルのカクテルは他にもあり、名前を挙げればきりがない（テキサス・フィズ、シルバー・フィズ、ゴールデン・フィズ、ローヤル・フィズなど）のだが、ここでは幾つかレシピを紹介する。
シルバー・フィズ(Silver Fizz)
ジン・フィズに卵白（鶏卵）を加えたもので、水と混ざりにくい卵白をシェイクによって混ぜるため、ジン・フィズを作る時よりも強くシェイクする必要がある。近年ではブレンダーを用いることも多い。
ゴールデン・フィズ(Golden Fizz)
ジン・フィズに卵黄（鶏卵）を加えたもの。作り方はシルバー・フィズと同様。
ロイヤル・フィズ(Royal Fizz)
ジン・フィズに全卵（鶏卵）を加えたもの。作り方はシルバー・フィズと同様。
テキサス・フィズ(Texas fizz)
ジン・フィズのレモン・ジュースをオレンジジュースに替えたもの。作り方はジン・フィズと同様。コリンズグラスに注ぐ。スライスしたオレンジを飾ることもある。
名称はアメリカのテキサス州に由来する。
オレンジ・フィズ
- オレンジ・ジュース ＝ オレンジ半分を絞った程度の量
- レモン・ジュース ＝ レモン4分の1を絞った程度の量
- ドライ・ジン ＝ 30ml

オレンジ・ジュース、レモン・ジュース、ドライ・ジンをシェイクして、タンブラー（容量240ml程度）に注いで、炭酸水で満たせば完成。
その他
欧米諸国ではフィズ・スタイルのカクテルを、ジン・フィズに各種リキュールを入れて作る。

## ヴァリエーション
前述のとおり、ジンをウィスキーやブランデーなどに置き換えることができ、それぞれウィスキー・フィズ、ブランデー・フィズなどと呼ばれる。
インペリアル・フィズジンをウィスキーとラム酒2対1をシェイクしたものに置き換える。比率は好みによりさまざまにアレンジされる。ラムを加えないレシピもあり、その場合はジョン・コリンズとほぼ同じとなる。
ピーチ・フィズジンをピーチリキュール（クレーム・ド・ペシェ）とウォッカ１対１に置き換える。
カカオ・フィズジンをカカオリキュール（クレーム・ド・カカオ）に置き換える